# Eleição municipal de Cotia em 2016
A eleição municipal de Cotia em 2016 foi realizada em 2 de outubro de 2016 para eleger um prefeito, um vice-prefeito e 13 vereadores no município de Cotia, no Estado de São Paulo, no Brasil. O prefeito eleito foi Rogerio franco, do PSD, com 38,61% dos votos válidos, sendo vitorioso logo no primeiro turno em disputa com cinco adversários, Quinzinho Pedroso (PSB), Adilson Lima (REDE), Welington Formiga (PTB), Moisés Cabrera (PC do B) e João Santos (PMN). O vice-prefeito eleito, na chapa de Rogerio Franco, foi Almir Rodrigues (PSDB).

## Candidatos
Foram seis candidatos à prefeitura em 2016: Rogerio franco do PSD, Quinzinho Pedroso do PSB, Adilson Lima do REDE e Welington Formiga do PTB, Moisés Cabrera do PC do B e João Santos do PMN
| Número | Candidato(a)      | Vice             | Partido | Coligação |
| ------ | ----------------- | ---------------- | ------- | --- |
| 55     | Rogerio Franco    | Almir Rodrigues  | PSD     | "O melhor caminho para Cotia" (PRB / PT do B / PTC / PTN / PSD / PHS / PSC / PSDB / PSDC / PSL / PT / PV / DEM / PR) |
| 40     | Quinzinho Pedroso | Dr Ailton        | PSB     | "Cotia quer voltar a ser feliz" (PP / PDT / PMDB / PRTB / PMB / PSB / PRP / PEN / PPL / SD / PROS)                   |
| 18     | Adilson Lima      | Gilson Rodrigues | REDE    | "REDE" |
| 14     | Welington Formiga | Gisele Costa     | PTB     | "PSTU" |
| 65     | Moisés Cabrera    |                  | PC do B | "PC do B" |
| 33     | João Santos       |                  | PMN     | "PMN" |

## Resultados

### Prefeito
No dia 2 de outubro, Rogerio Franco foi eleito com 38,61% dos votos válidos.
| Candidato(a)            | Vice                       | 1º Turno 2 de outubro de 2016 | 1º Turno 2 de outubro de 2016 |
| Candidato(a)            | Vice                       | Votação                       | Votação                       |
|                         |                            | Total                         | Porcentagem                   |
| ----------------------- | -------------------------- | ----------------------------- | ----------------------------- |
| Rogerio franco (PSD)    | Almir Rodrigues (PSDB)     | 39.933                        | 38,61%                        |
| Quinzinho Pedroso (PSB) | Dr. Ailton                 | 38.624                        | 37,34%                        |
| Adilson Lima            | Regina Rosa                | 10.130                        | 9,79%                         |
| Welington Formiga       | Tancredo Rodrigues         | 8.880                         | 8,58%                         |
| Moisés Cabrera          | Sidnei Martins             | 3.310                         | 3,20%                         |
| João Santos             | Engenheiro Silvio Medeiros | 2.560                         | 2,47%                         |
| Total de votos válidos  | Total de votos válidos     | 103.437                       | 78,15%                        |
| Votos em branco         | Votos em branco            | 8.867                         | 6,70%                         |
| Votos nulos             | Votos nulos                | 20.051                        | 15,15%                        |
| Total                   | Total                      | 132.355                       | 100%                          |
| Abstenções              | Abstenções                 | 26.510                        | 16,69%                        |
| Votos apurados          | Votos apurados             | 132.355                       | 100%                          |
| Total de eleitores      | Total de eleitores         | 158.871                       | 100%                          |

### Vereador
Dos treze vereadores eleitos a serem eleitos cinco foram reeleitos, entre todos eles não havia nenhuma mulher eleita assim como na gestão anterior também não. O vereador mais votado foi Paulinho Lenha (PSB), que teve 3.658 votos. O PMDB, SD, PSD e PSB são os partidos com mais vereadores eleitos dois de cada, seguidos por, PSDB, PV, PRB, PROS, PDT e com um cada.
| Resultado da eleição para a Câmara Municipal de Cotia em 2016 por candidato | Resultado da eleição para a Câmara Municipal de Cotia em 2016 por candidato | Resultado da eleição para a Câmara Municipal de Cotia em 2016 por candidato | Resultado da eleição para a Câmara Municipal de Cotia em 2016 por candidato | Resultado da eleição para a Câmara Municipal de Cotia em 2016 por candidato | Resultado da eleição para a Câmara Municipal de Cotia em 2016 por candidato |
| Candidato                                                                   | Número                                                                      | Partido                                                                     | Votos                                                                       | Porcentagem                                                                 |                                                                             |
| --------------------------------------------------------------------------- | --------------------------------------------------------------------------- | --------------------------------------------------------------------------- | --------------------------------------------------------------------------- | --------------------------------------------------------------------------- | --------------------------------------------------------------------------- |
| Paulinho Lenha                                                              | 40888                                                                       | PSB                                                                         | 3.658                                                                       | 3,14%                                                                       |                                                                             |
| Eduardo Nascimento                                                          | 40123                                                                       | PSB                                                                         | 3.212                                                                       | 2,75%                                                                       |                                                                             |
| Arildo Gomes                                                                | 12345                                                                       | PDT                                                                         | 3.130                                                                       | 2,68%                                                                       |                                                                             |
| Fernando Jão                                                                | 45555                                                                       | PSDB                                                                        | 3.029                                                                       | 2,60%                                                                       |                                                                             |
| Tim                                                                         | 15888                                                                       | PMDB                                                                        | 2.843                                                                       | 2,44%                                                                       |                                                                             |
| Pedinha                                                                     | 90456                                                                       | PROS                                                                        | 2.733                                                                       | 2,34%                                                                       |                                                                             |
| Celso Itiki                                                                 | 55123                                                                       | PSD                                                                         | 2.653                                                                       | 2,27%                                                                       |                                                                             |
| Marcos Nena                                                                 | 15600                                                                       | PMDB                                                                        | 2.489                                                                       | 2,13%                                                                       |                                                                             |
| Dr Castor Andrade                                                           | 55555                                                                       | PSD                                                                         | 2.482                                                                       | 2,13%                                                                       |                                                                             |
| Edson Silva                                                                 | 10123                                                                       | PRB                                                                         | 2.180                                                                       | 1,87%                                                                       |                                                                             |
| Marcinho Prates                                                             | 77123                                                                       | SD                                                                          | 1.743                                                                       | 1,49%                                                                       |                                                                             |
| Sandrinho                                                                   | 77077                                                                       | SD                                                                          | 1.590                                                                       | 1,36%                                                                       |                                                                             |
| Professor Osmar                                                             | 43333                                                                       | PV                                                                          | 1.214                                                                       | 1,04%                                                                       |                                                                             |

| Votos válidos   | Votos válidos   | 116.618 | 88,11% |
| Votos nulos     | Votos nulos     | 8.931   | 6,75%  |
| Votos em branco | Votos em branco | 6.806   | 5,14%  |
| Total           | Total           | 132.355 | 100%   |
| --------------- | --------------- | ------- | ------ |